# Ghiera (meccanica)

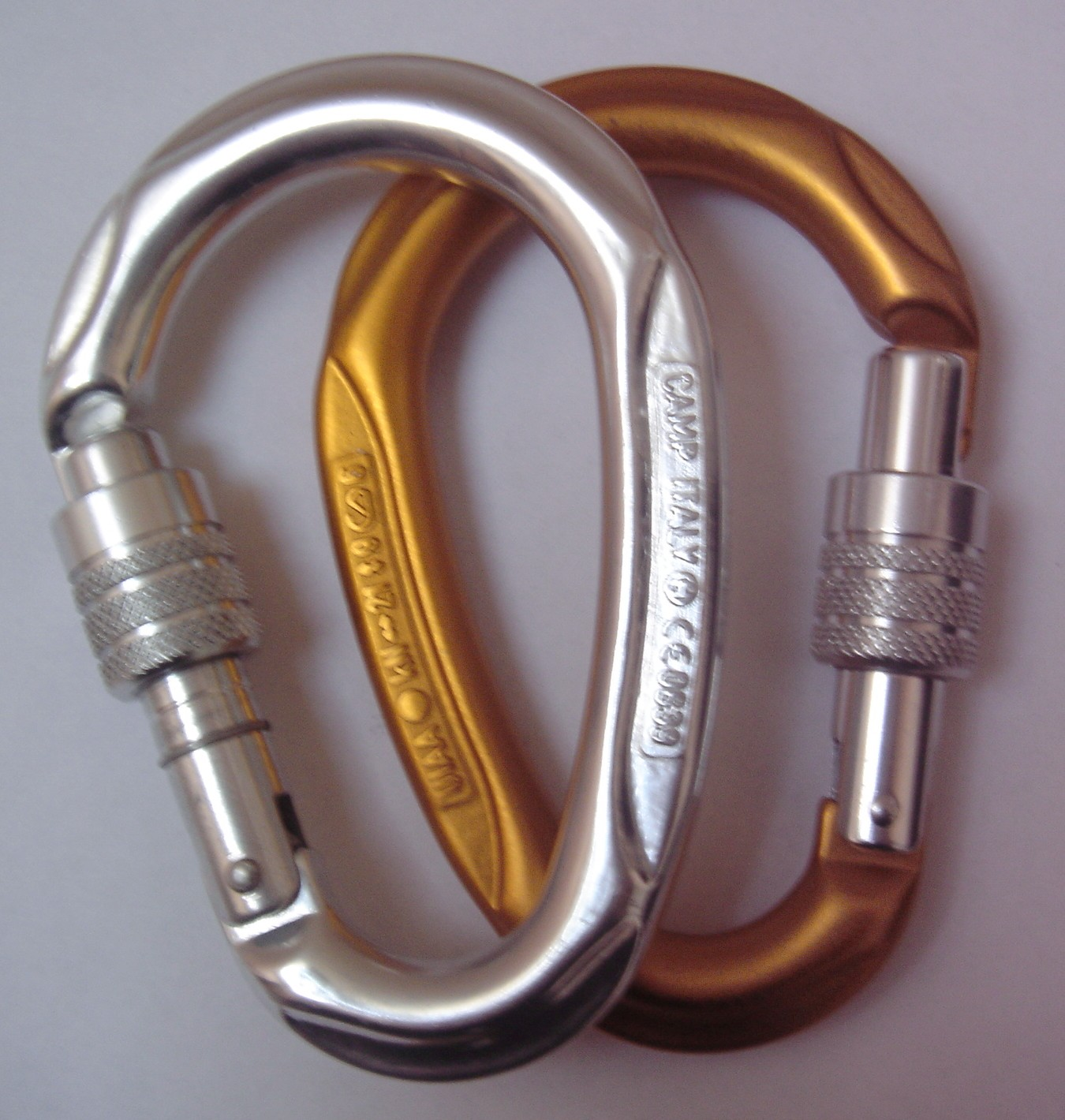
Moschettoni con ghiera

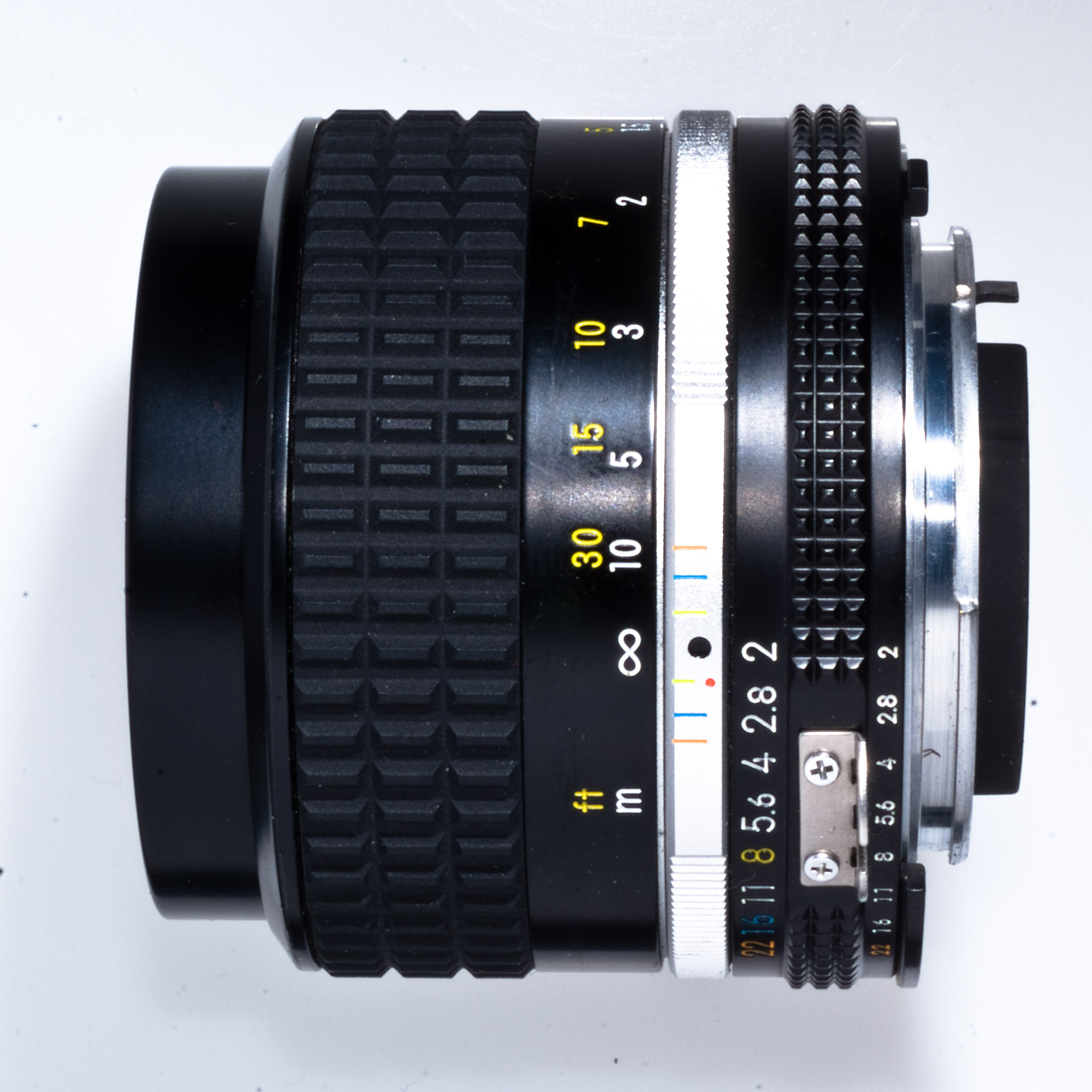
Le ghiere di un obiettivo

Una ghiera, in meccanica, è un anello di fissaggio o di manovra, generalmente fornito di filettatura interna, che si presenta in varie forme, a seconda dell'uso a cui è destinata.

## Descrizione
La ghiera di bloccaggio è costituita da:
- Anello con filettatura interna: la ghiera è per la maggior parte un enorme anello filettato internamente
- Lavorazioni esterne di regolazione: sulla parte esterna della corona sono presenti una serie di intagli, che possono essere di vario tipo, i più comuni sono:
  - a dente che  servono per il serraggio tramite l'apposita chiave a dente o a gancio.
  - zigrinatura caratterizzata da una lavorazione che permette d'aumentare il livello di presa delle mani

## Uso
Le ghiere servono per fissare elementi meccanici in modo da aumentarne la sicurezza o per ottenere un determinato livello di precisione/gioco meccanico, come elemento di manovra, d'indicazione o solamente un elemento estetico.
La si può trovare nei mozzi agli alberi, negli elementi calettati, per bloccare in posizione i cuscinetti a sfere, nella componentistica della bicicletta, per bloccare i tiranti dei cavetti dei freni o per regolare il gioco dei cuscinetti a sfere del movimento centrale o della serie sterzo, nei moschettoni a ghiera, negli obiettivi fotografici, nei micrometri, montata sul contorno degli orologi da sub per la verifica del tempo di immersione.